# Kostel svatého Jiljí (Brno-Líšeň)
Kostel svatého Jiljí je pozdně románská, barokně upravovaná jednolodní stavba s adaptacemi z devatenáctého století. Nachází se v Brně, v městské části Brno-Líšeň na náměstí Karla IV. Je chráněn jako kulturní památka České republiky. Jde o farní kostel římskokatolické farnosti Brno-Líšeň.

## Historie

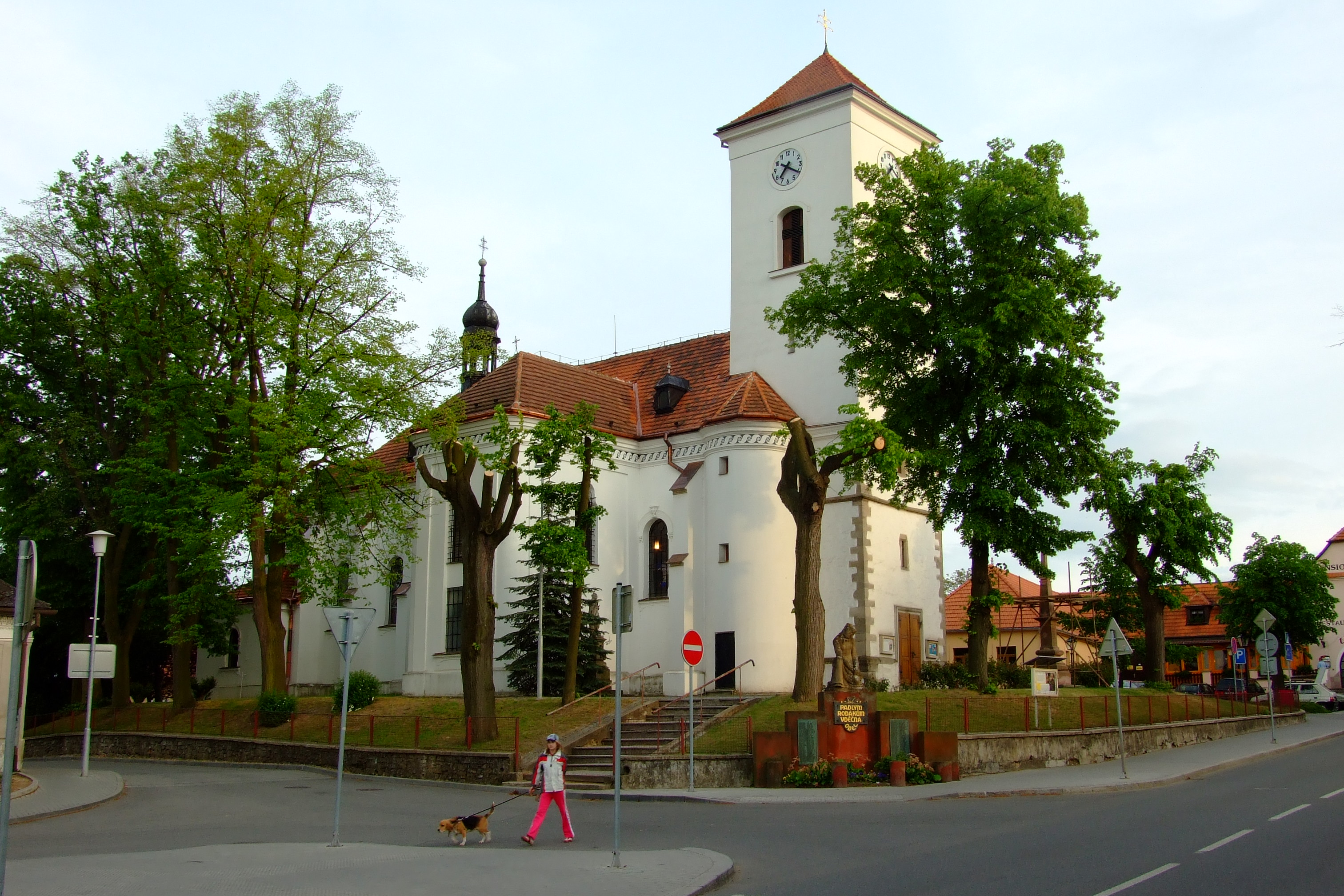
Pohled od náměstí Karla IV.

První zmínka o kostele je datována listinou z 23. února 1306, kdy olomoucký biskup Jan udělil dómskému scholastikovi (řediteli katedrální školy) příjmy desátku z filiálního líšeňského kostela patřícího tehdy pod šlapanickou farnost. Kostel má ale prokazatelně starší románský původ ve druhé čtvrtině 13. století, kdy jej pravděpodobně založil Gerhard ze Zbraslavi a zasvětil svatému Jiljí. Někdy v průběhu 14. století byl kostel přestavován v gotickém slohu, kdy vzniklo současné spodní patro věže. V této době již obec vlastnil žďárský cisterciácký klášter, který pak správu předal pod dceřiný klášter ve Vizovicích. Po zániku vizovického kláštera se Líšeň ve 20. letech 16. století osamostatnila a kostel se stal centrem nové farnosti.
Na počátku 17. století, za Hynka Bořity z Budče, dalšího majitele Líšně, byl kostel dále upravován. Stavba v letech 1609–1614 získala hranolovou jižní předsíň s oratoří v patře, renesanční tribunu, pod níž vznikla klenutá rodová hrobka. Ve věži byl prolomen nový hlavní vstup a loď klenby vyzdobena štukovými žebry. Za stejného mecenátu byla do kostela pořízena i kamenná křtitelnice s vročením 1614. Zakončení věže i sanktusníku dvojramenným křížem odkazuje na protestantskou tradici, která byla v pobělohorské době definitivně nahrazena katolickou.
Barokní přestavbu uskutečněnou v letech 1718–1720 realizoval na popud tehdejšího majitele panství barona Jana Kryštofa z Freyenfelsu brněnský stavitel František Benedikt Klíčník. Byla zvýšena kostelní věž s hodinovým strojem, přistavěna sakristie, v presbytáři proražena nová okna a stávající rozšířena. Kolem roku 1730 došlo ke zbudování patrové kaple při severní straně kostela nákladem nově vzniklého náboženského bratrstva sv. Kříže. Její klenba byla vyzdobena freskou s tématem Oslavy sv. Kříže. Po požáru roku 1794 byla poškozená freska zabílena a objevena až při rekonstrukci v roce 1948. Za dodání nové kazatelny a bočních oltářů bylo zaplaceno brněnskému sochaři Janu Christiánovi Pröbstlovi. Po zrušení a zbourání poutní kaple na vrchu Kostelíček po roce 1784 byl do interiéru kostela přemístěn zdejší oltář s milostným obrazem Panny Marie Pomocné.
Dne 17. května 1794 vypukl v Líšni požár, jehož následkům neunikl ani kostel. Shořela střecha lodi i věže, jejíž cibulová báň byla nahrazena stanovou stříškou, která je na kostele nyní. Ve věži se roztavily čtyři zvony, které byly následně nahrazeny novými, ale i tyto byly v roce 1917 zrekvírovány. Nové varhany byly pořízeny roku 1817 od varhanáře Františka Harbicha. Roku 1826 byla na střechu přistavěna sanktusní věžička a do ní umístěn starší zvon z roku 1716, který do té doby visel pod stříškou na zdi. V této době byla také pořízena nová kazatelna a boční oltáře v klasicistním slohu. Z roku 1873 pocházely také dva obrazy od Josefa Zeleného: Panna Marie Růžencová a svatý Cyril a Metoděj (nezachovaný).

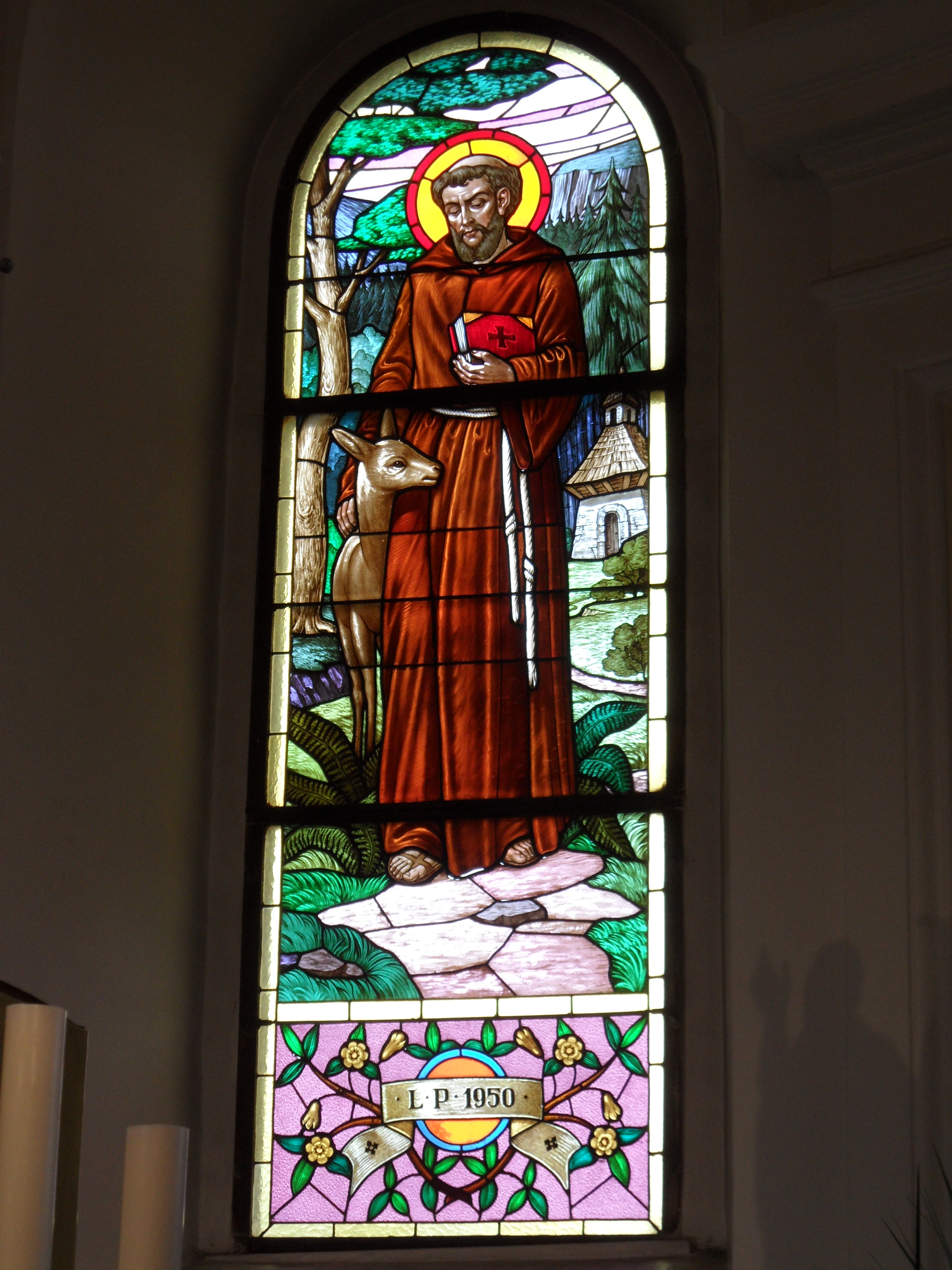
Vitráž se sv. Jiljím (1950)

Současnou podobu vtiskla kostelu až rekonstrukce a rozšíření v roce 1895 za Ludvíka Belcrediho. Na stavební práce, které započaly 13. května 1895 a skončily 13. října téhož roku, upomíná deska na jižní stěně lodi. Byl zbořen presbytář s částí lodi, která byla poté prodloužena na téměř dvojnásobek. Presbytář byl nahrazen půlkruhovým tvarem a doplněn panskou oratoří na jedné straně a sakristií na druhé. Kaple sv. Kříže byla předělena železobetonovým klenutým stropem, dole vznikla kaple Panny Marie. Zvony zrekvírované v roce 1917 byly nahrazeny o šest let později novými z dílny Adolfa Hillera. Ani tyto zvony neunikly dalšímu rekvírování během druhé světové války. V 50. letech byla okna presbytáře osazena vitrážemi s motivy světců. V roce 1958 byly pořízeny současné zvony vzniklé v podniku Kovolit v České u Brna. Zasvěceny jsou svatému Jiljí, Božskému Srdci Páně a Panně Marii. Interiér byl znovu upravován v roce 1965 architektem Jaroslavem Vaňkem. Hlavní oltář byl zasvěcen Božskému Srdci Páně a doplněn sochami archandělů Michaela a Gabriela pocházející z interiéru nemocniční kaple sv. Anny na Pekařské ulici. Boční oltáře byly nahrazeny novobarokními bílozlatými oltáři Panny Marie a svatého Josefa.
Poslední úprava interiéru se odehrála na začátku 90. let dvacátého století. Roku 1993 byly do oken lodi pořízeny moderně pojaté barevné vitráže. Z interiéru byly odstraněny boční oltáře, kazatelna a na místo hlavního oltáře byl postaven sloup se svatostánkem. Nový obětní stůl byl zhotoven v ateliéru Otmara Olivy a ambon vytvořil řezbář Jiří Netík. Došlo také k předláždění podlahy a zvýšení úrovně presbytáře. V roce 2009 byl ve věži vyměněn hodinový stroj a v roce 2011 restaurován interiér kaple sv. Kříže. Byla odstraněna nevhodná stropní příčka, pořízena nová okna a restaurována nástropní freska.

## Architektura

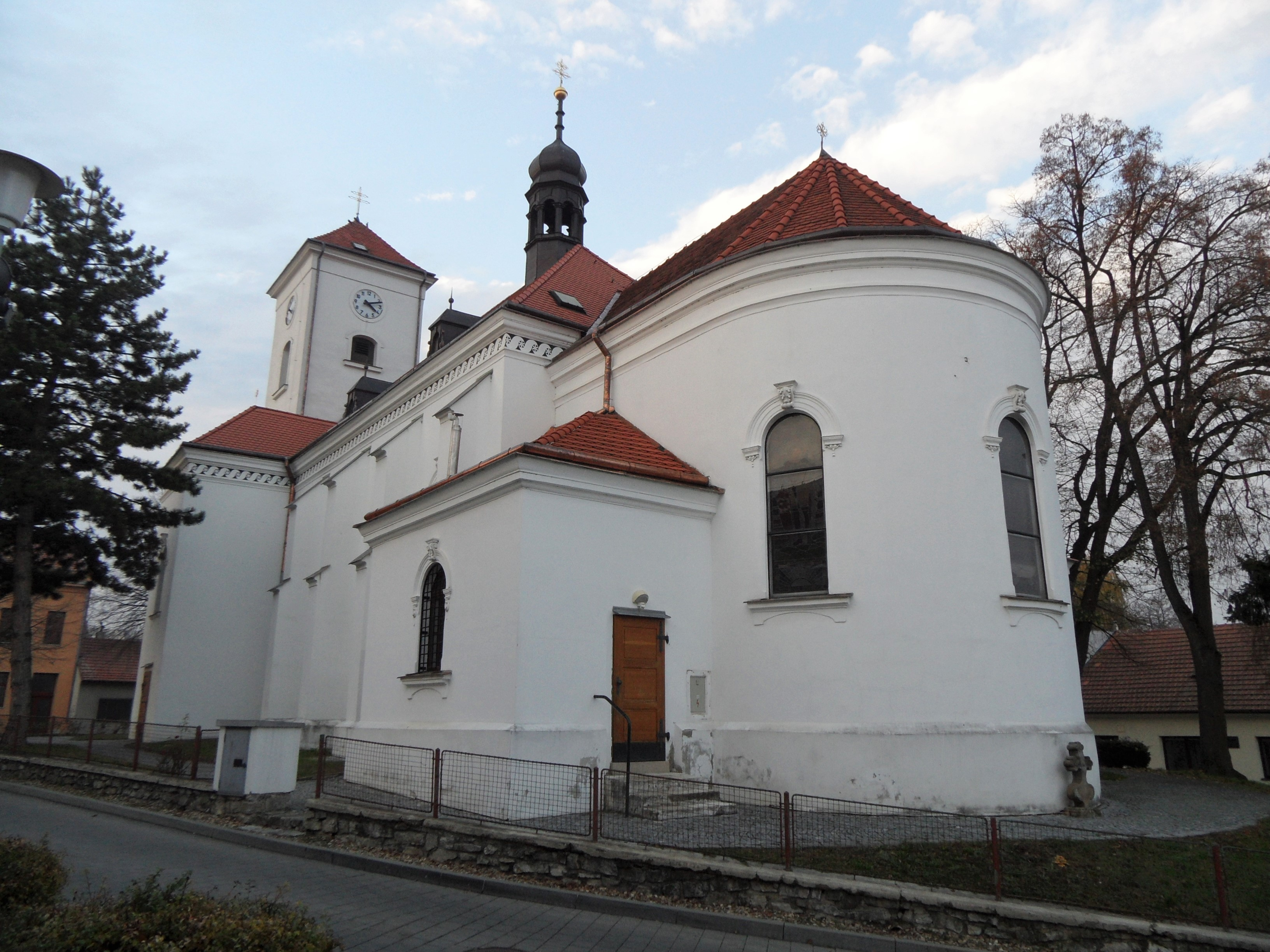
Pohled na část dostavěnou v roce 1895

Jedná se o orientovanou jednolodní podélnou stavbu s půlkruhovým kněžištěm a hranolovou věží. Západní část zdiva lodi je románská z druhé čtvrtiny 13. století, s renesanční klenbou a předsíní z let 1614–1615. Druhá polovina s kněžištěm pochází z roku 1895. Přízemí a první dvě patra věže jsou gotické ze 14. století. Dostavba pater nad korunní římsou se zvonicí a hodinami je barokní z let 1718–1720. K lodi nakonec přibyla na severní straně kolem roku 1730 barokní kaple.
Obdélná loď je zaklenuta valenou klenbou s výsečemi a pokryta sítí renesančních štukových žeber se zrcadly. Žebra jsou původní pouze na západní polovině, ostatní bylo rekonstruováno po roce 1895, snad podle původního vzoru. Na severní straně k lodi přimyká barokní čtyřboká kaple sv. Kříže a na jihu hranolová stavba předsíně s oratoří v patře. Kaple má v koutech podložené pilastry s kompozitními hlavicemi a je zaklenuta kopulí. Jižní předsíň je přístupná barokním portálem, má valenou klenbu s výsečí a oratoř nad ní je zaklenuta do kříže s vytaženými hranami. Západní částí lodi obíhá trojkřídlá renesanční tribuna, která je vynesena na šesti vápencových sloupech. Uprostřed byla roku 1895 vložena část s hudební kruchtou. Fasáda lodi je prolomena okny s půlkruhovými záklenky a je opatřena asi dodatečně přistavěnými opěrnými pilíři. Presbytář je zaklenut valeně s lunetovým závěrem. Ve zdi má zabudovaný původní gotický sanktuář. Na severu k němu přiléhá hranolová panská oratoř a na jihu obdobná sakristie, oba přístavky mají klenbu vynesenou na železných nosnících.
V ose západního průčelí předstupuje masivní hranolová věž, jejíž hlavní vstup je řešen pozdně renesančním obdélným portálem, který vede do podvěží s valenou klenbou. K severu je přistavěn válcovitý útvar schodiště. Nároží je rámováno obnaženým kvádrovým zdivem. Spodní patra mají úzká obdélná okna a ve zvonici jsou segmentově zakončena. Vrchol věže je opatřen stanovou stříškou zakončenou dvojramenným zlaceným křížem. Po celém obvodu kostela obíhá korunní římsa opatřená v místech lodi sgrafitem s motivem tzv. věčných vln. Tato výzdoba byla ve fragmentu objevena při opravě fasády v roce 1929 a poté rekonstruována na zbytku lodi.

## Interiér

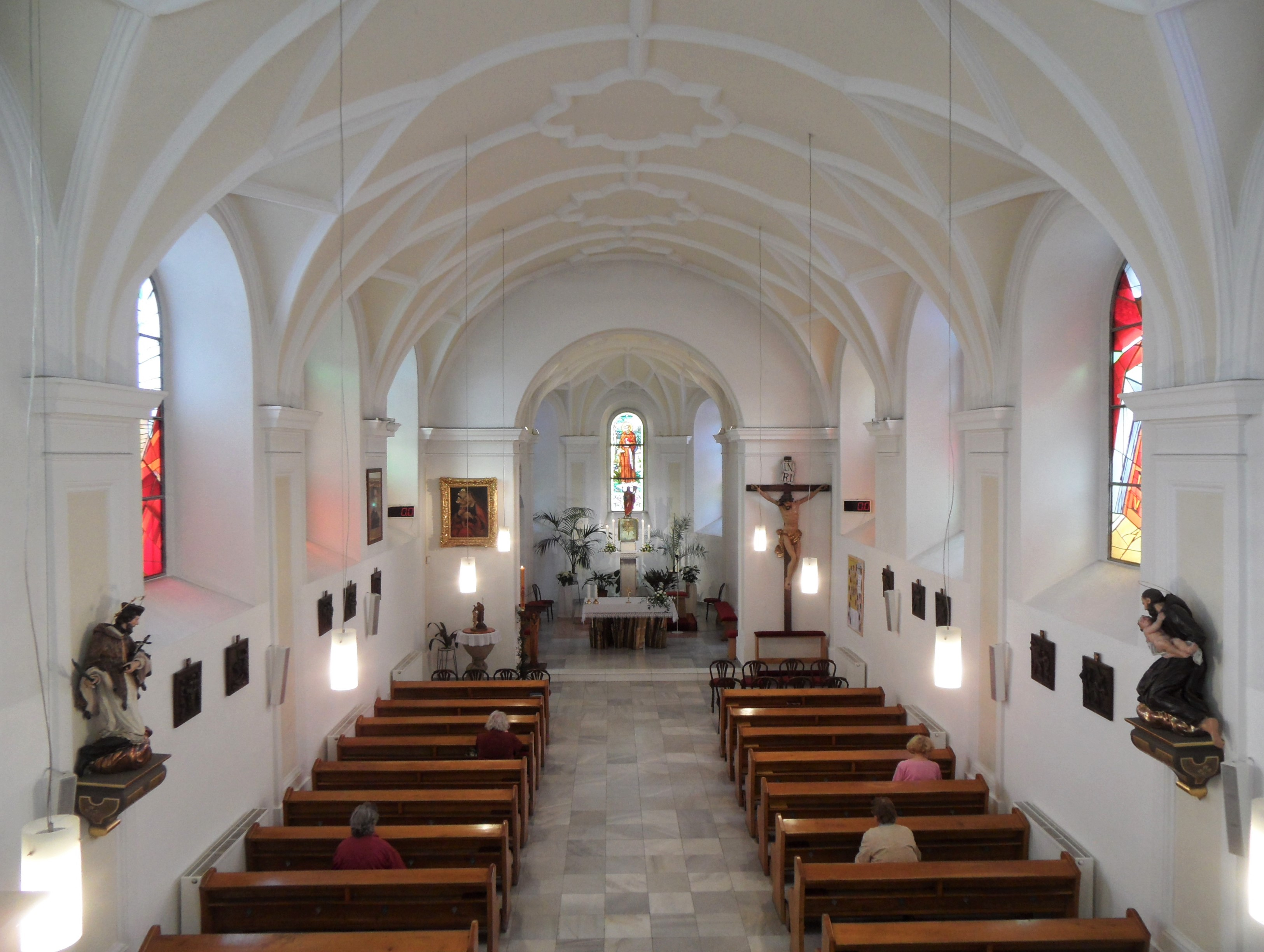
Interiér kostela

Hlavní oltář je netradičně pojat jako sloupek z růžového mramoru zakončený mosaznou schránkou na věčné světlo. Před ním se nachází obětní stůl, který je dílem akademického sochaře Otmara Olivy. Na pravé stěně presbytáře je druhotně umístěna kolorovaná erbovní deska z roku 1614, původem z tribuny. Obsahuje alianční dvojici erbů se jmény Hynka Bořity z Budče na Líšni a Jiříkovicích a jeho manželky Marie Bořitové, rozené Teufenbachové z Mayrhofenu. Trojice oken presbytáře nesou vitráže s motivy sv. Jiljí a patronů země, sv. Václava a sv. Ludmily. Vytvořeny byly firmou Umělecké sklo Otmara Vačkáře roku 1950 a malbu provedl Jan Vačkář.
Po levé straně vítězného oblouku je pověšen obraz Panny Marie Pomocné ve zlaceném rámu, pocházející z roku 1784 zbořené poutní kaple na vrchu Kostelíček. Pod obrazem se nachází částečně do podlahy zapuštěná renesanční kamenná křtitelnice se sochou sv. Jana Křtitele, datovaná rokem MDCXIV (1614). Na víku je sousoší Křtu Krista. Na opačné straně oblouku visí barokní řezba Krista na kříži. Na konzolách v lodi je dvojice barokních soch z 18. století od neznámého autora, pocházející pravděpodobně z původního vybavení kostela. Jedná se o sv. Antonína Paduánského s Ježíškem a sv. Jana Nepomuckého klečících na oblačném podstavci. V osmi oknech lodi jsou vitráže výtvarníka Jana Jemelky s tématem Posledního soudu z let 1991–1992. Na stěnách visí cyklus reliéfní křížové cesty z pobronzované sádry od sochaře Josefa Axmanna z roku 1936.

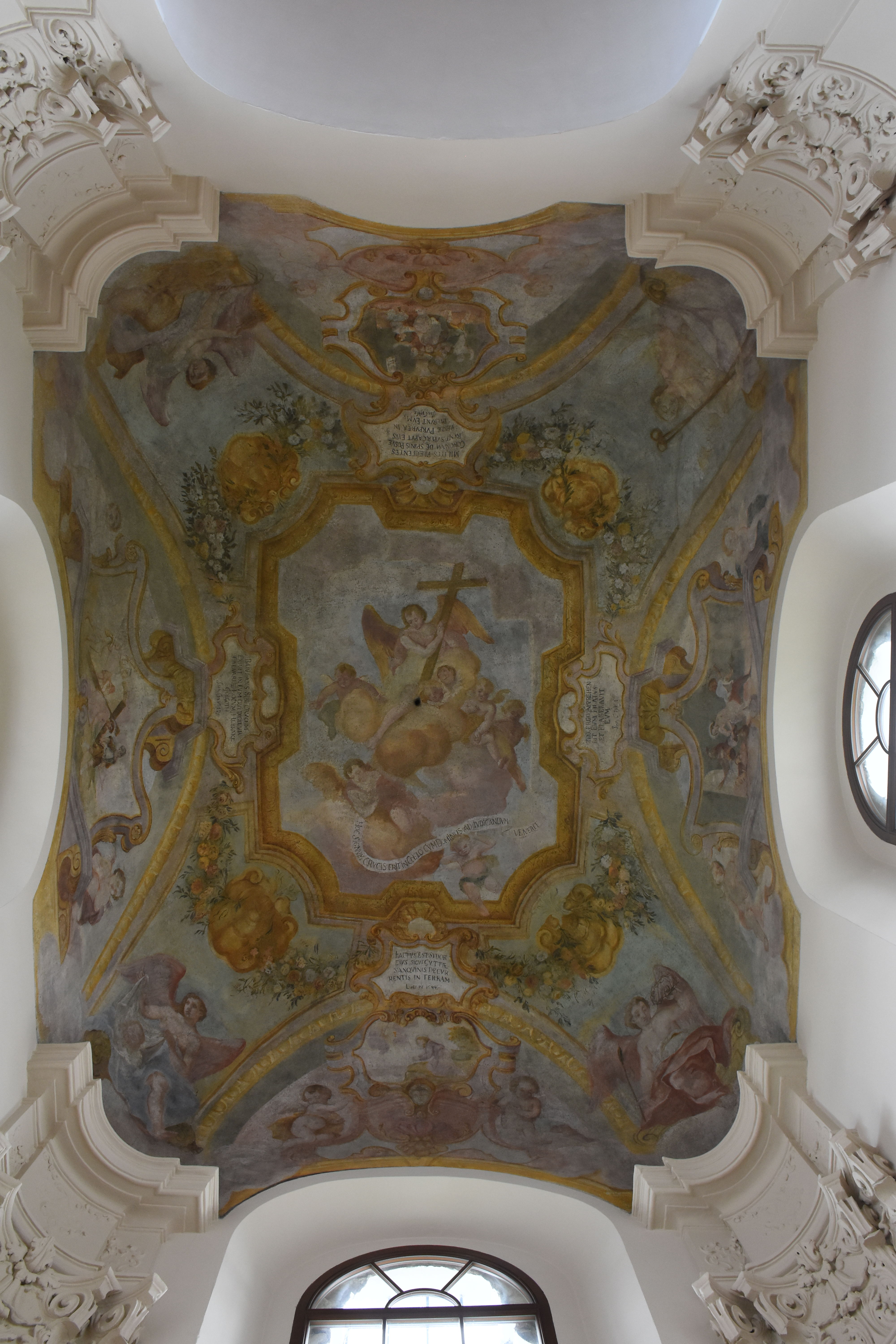
Klenba barokní kaple sv. Kříže

Obnovená kaple Povýšení sv. Kříže slouží dnes jako zpovědní místo. Byl zde umístěn barokní tabernákl bez andílků, na kterém je vystavena kopie sošky Pražského Jezulátka. Tento svatostánek pocházející z dílny sochaře Ondřeje Schweigla byl vytvořen v 60. letech 18. století pravděpodobně pro hlavní oltář kostela. Na čelní zdi visí velký novodobý krucifix přenesený z jižní předsíně. Na klenbě kaple se nachází barokní freska Oslava sv. Kříže a doprovodné medailony s výjevy kristových pašijí s texty z evangelií. Ústřední pole klenby tvoří v ozdobném rámu scéna andělů vyzdvihující sv. Kříž, v rozích jsou andělé nesoucí symboly Kristova utrpení: trnovou korunu, houbu, veraikon a důtky. Na stranách jsou pak medailony s výjevy: Kristus na hoře Olivetské, Bičování, Korunování trním a Nesení kříže. Vyvrcholením významového programu měl být s největší pravděpodobností korpus Krista na kříži znázorňující Ukřižování, který by se dal ztotožnit s tím, který je dnes umístěn na pravé straně vítězného oblouku. Autor fresky, který vyzdobil pravděpodobně i kapli v líšeňském zámku, nebyl prozatím spolehlivě určen; prameny zmiňují jakéhosi malíře "Langrafa".
Na zdi předsíně (původního hlavního vchodu) jsou umístěny mramorové desky pomníku obětem první světové války, který pořídila na své náklady lidová strana. Nachází zde také barokní mramorová kropenka, další dvě jsou po stranách současného vstupu. Na kruchtě stojí dnes nefunkční varhany pocházející z kostela v Židenicích, které roku 1938 nahradily stroj z roku 1892.

## Okolí kostela

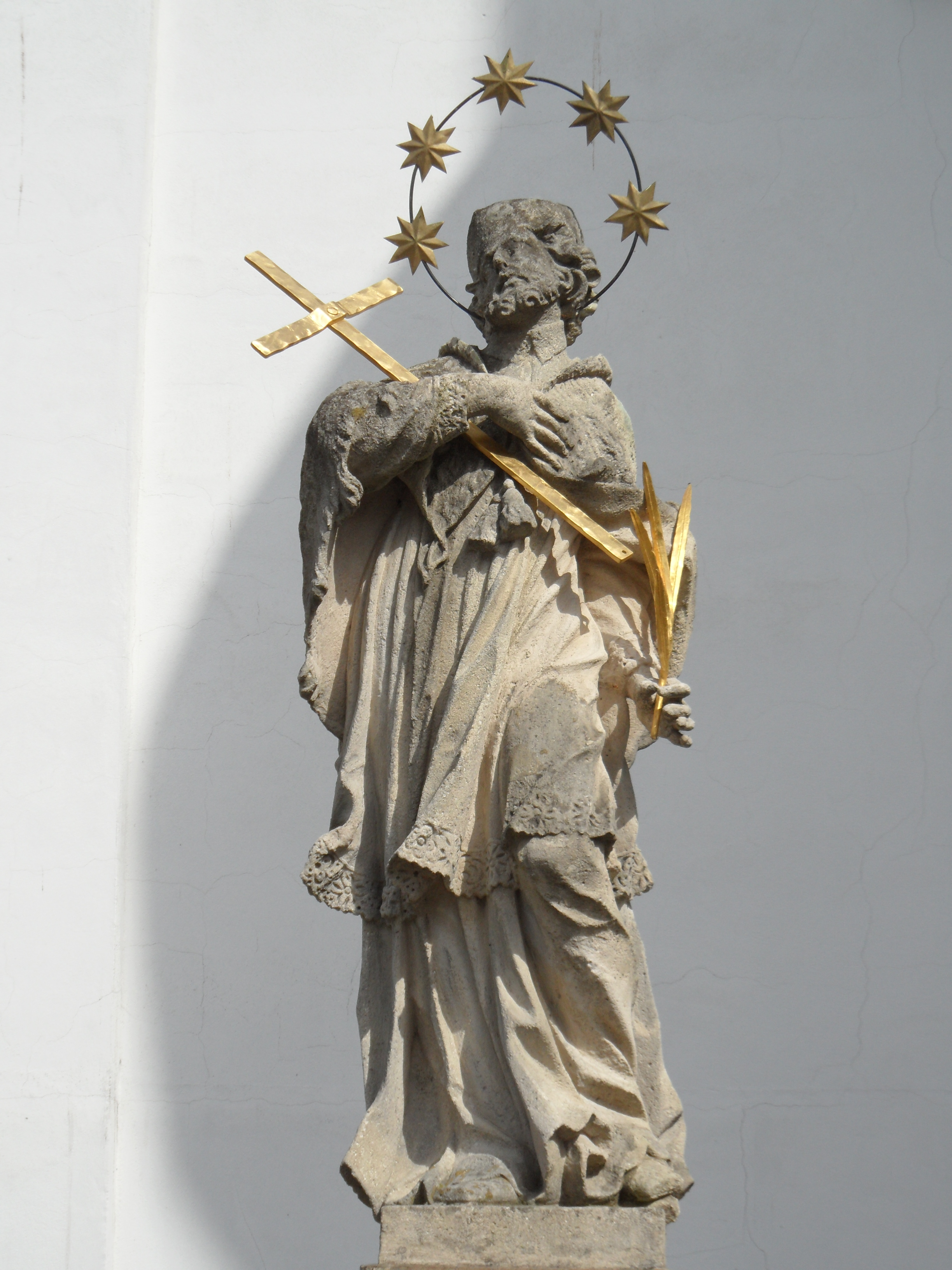
Socha sv. Jana Nepomuckého - Antonín Riga (1721)

Po obvodu kostela je umístěn středověký smírčí kámen s křížem a mečem a barokní náhrobek ve tvaru kříže z roku 1726 patřící Janu Nevoralíkovi, odkazující na hřbitov kolem kostela, zrušený z kapacitních důvodů na konci 19. století.
Za presbytářem stávalo vápencové sousoší Nejsvětější Trojice s Immaculatou z poloviny 20. let. 18. století v podobě oblačného sloupu obehnaného prolamovanou zídkou. Toto pozdějšími doplňky a opravami znehodnocené sousoší je spojováno s dílnou sochaře Antonína Rigy které zároveň nese kompoziční znaky díla sochaře Antonína Schweigla. V roce 2022 musel být sloup kvůli havarijnímu stavu snesen a je uložen do depozitáře. Do Rigova ouevru je též řazena socha sv. Jana Nepomuckého stojící po levé straně průčelí kostela. Je datována k roku 1721, tedy osm let před světcovým svatořečením. Na současné místo byla socha ze středu náměstí přemístěna roku 1946.
Před západním vstupem do kostela se nachází růžově polychromovaný kamenný kříž, který nechal roku 1828 postavit líšeňský občan Šebestián Muselík. Další, tentokrát dřevěný misijní kříž stojí na jižní straně. Na vnější straně návrší před kostelem byl zbudován roku 1922 pomník obětem první světové války z umělého kamene s názvem Truchlící žena od brněnského sochaře Václava Hynka Macha.

## Galerie

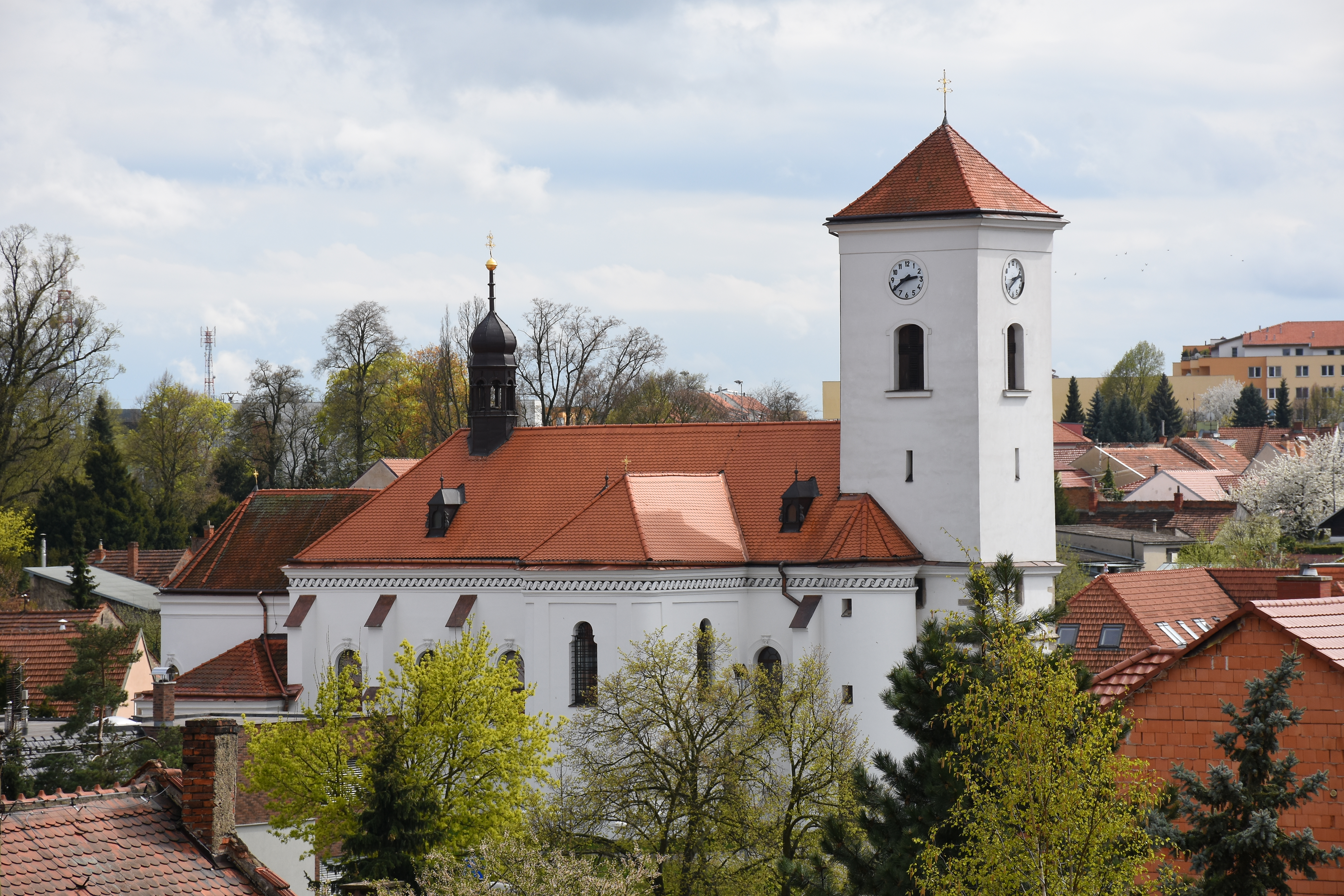
Pohled na kostel
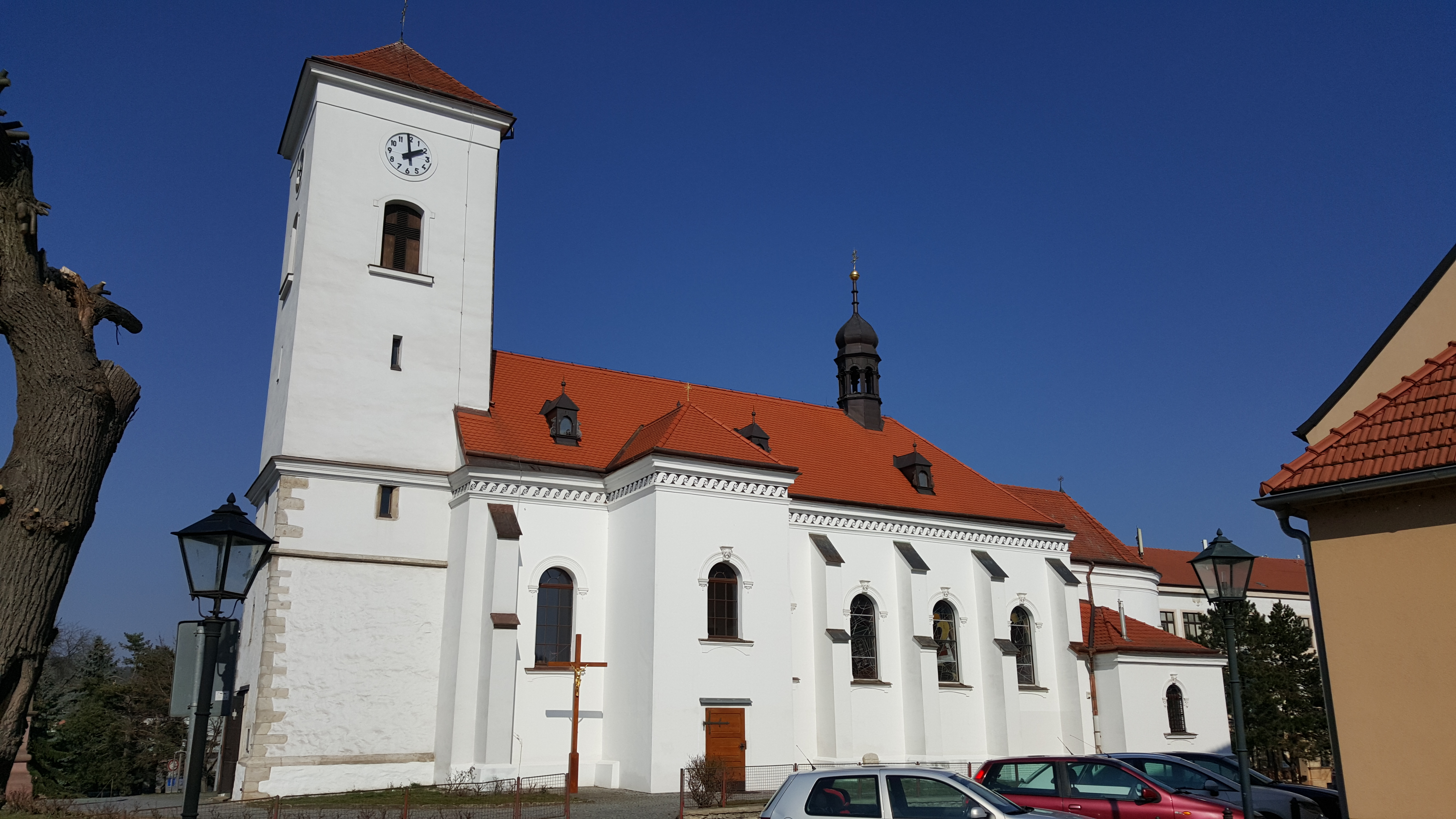
Jižní strana
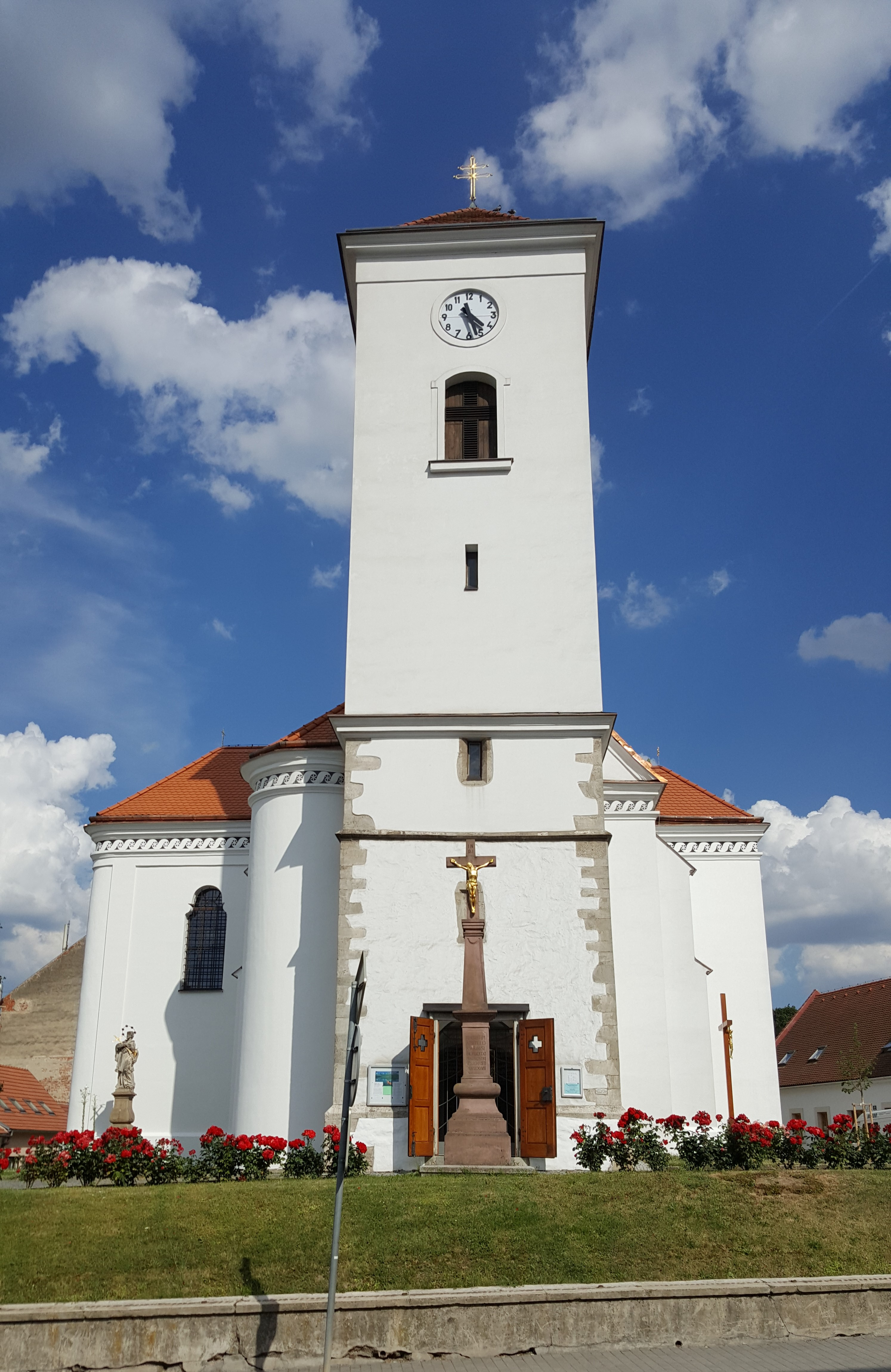
Západní průčelí
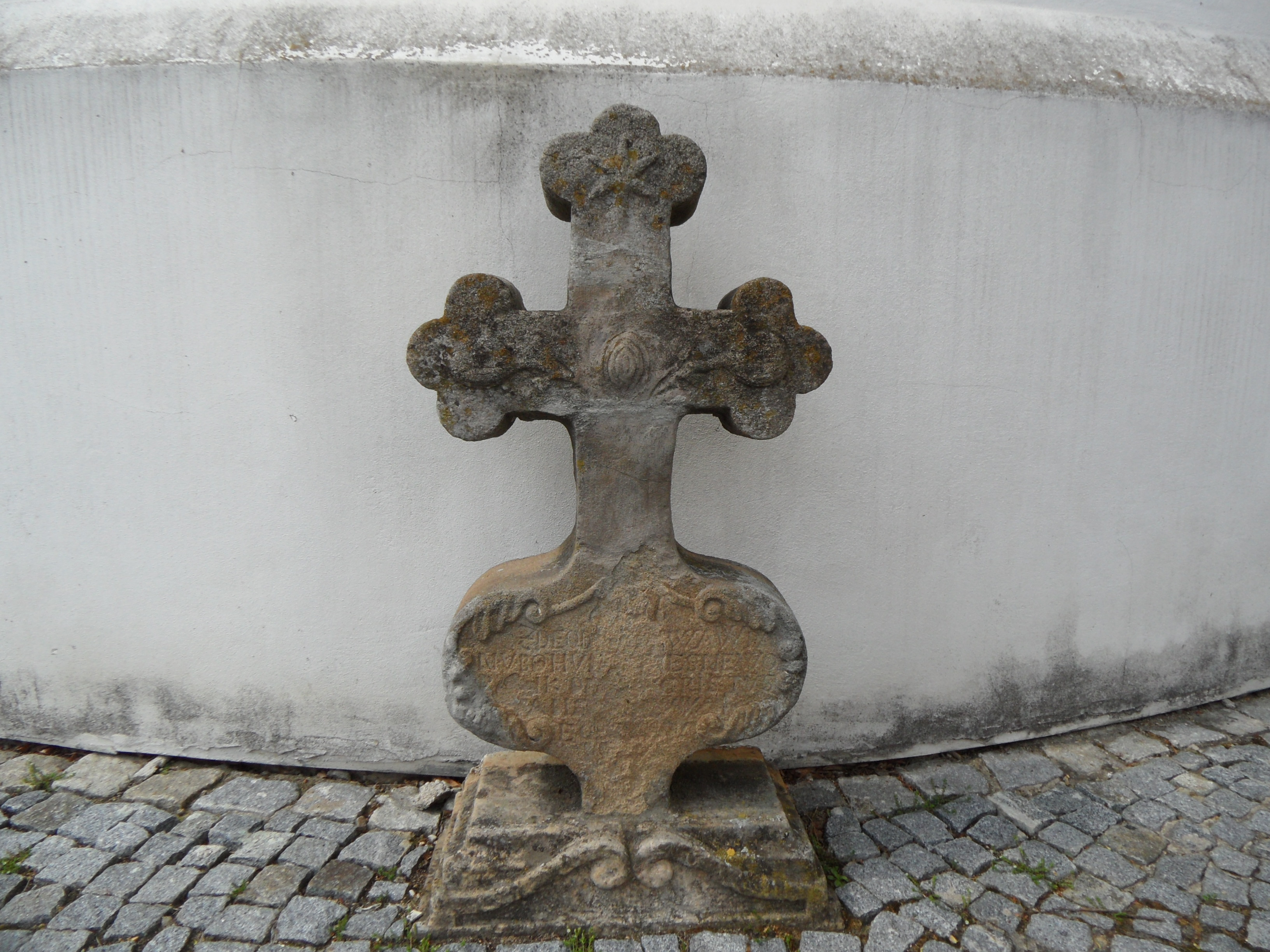
Náhrobek Jana Nevoralíka († 1726)
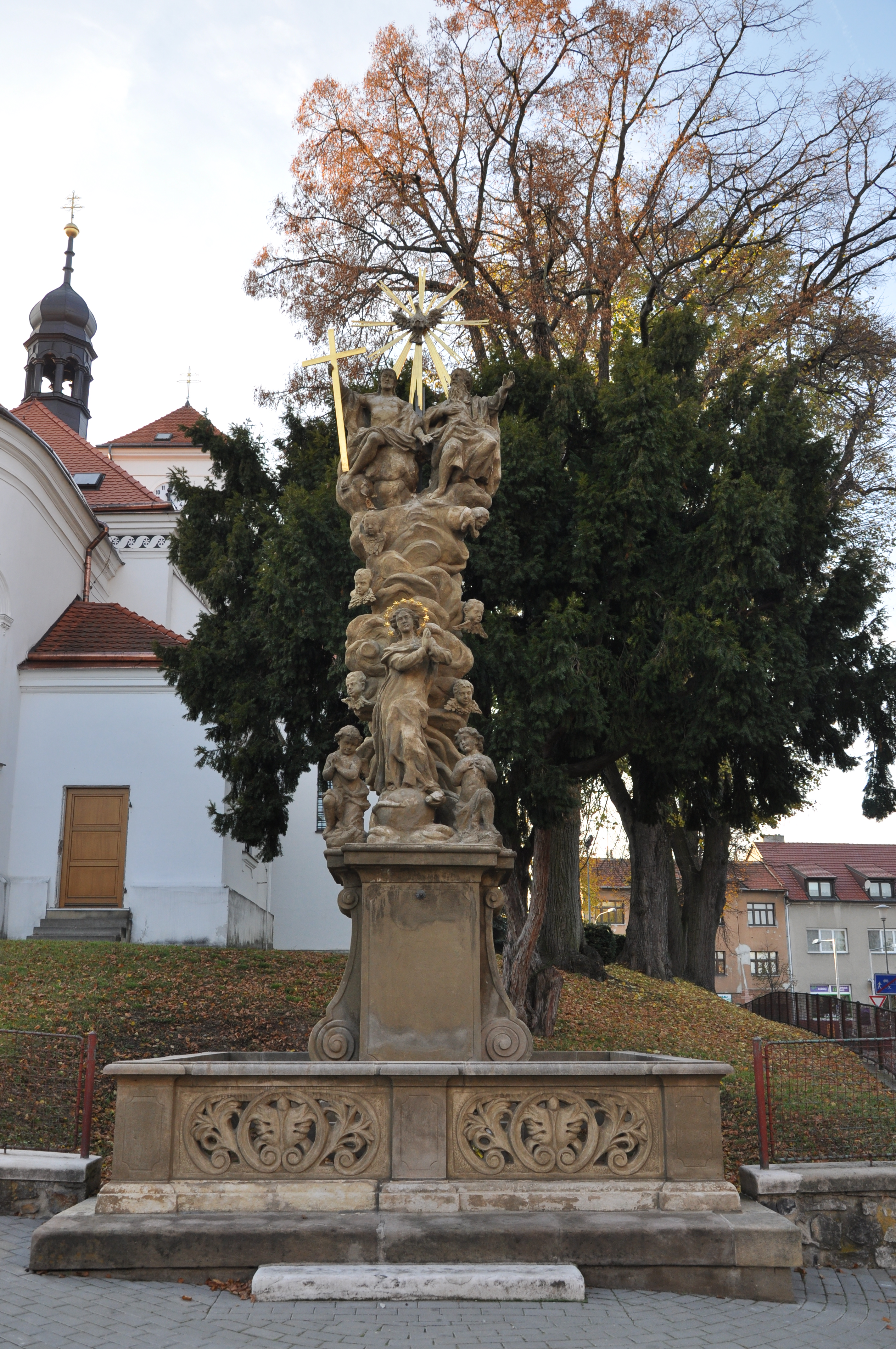
Sousoší Nejsvětější Trojice (stav v roce 2013)
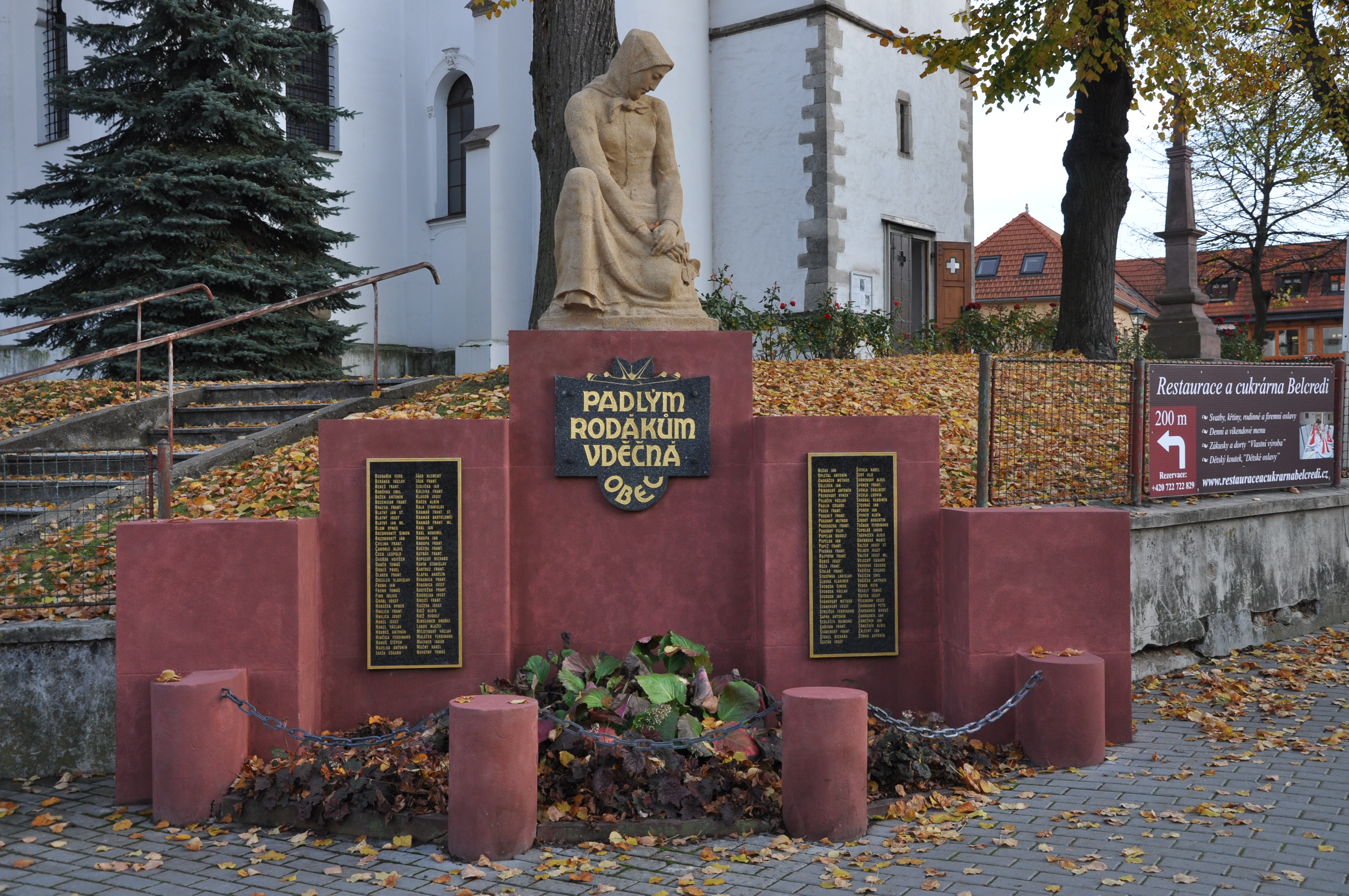
Pomník obětem 1. světové války (1922)
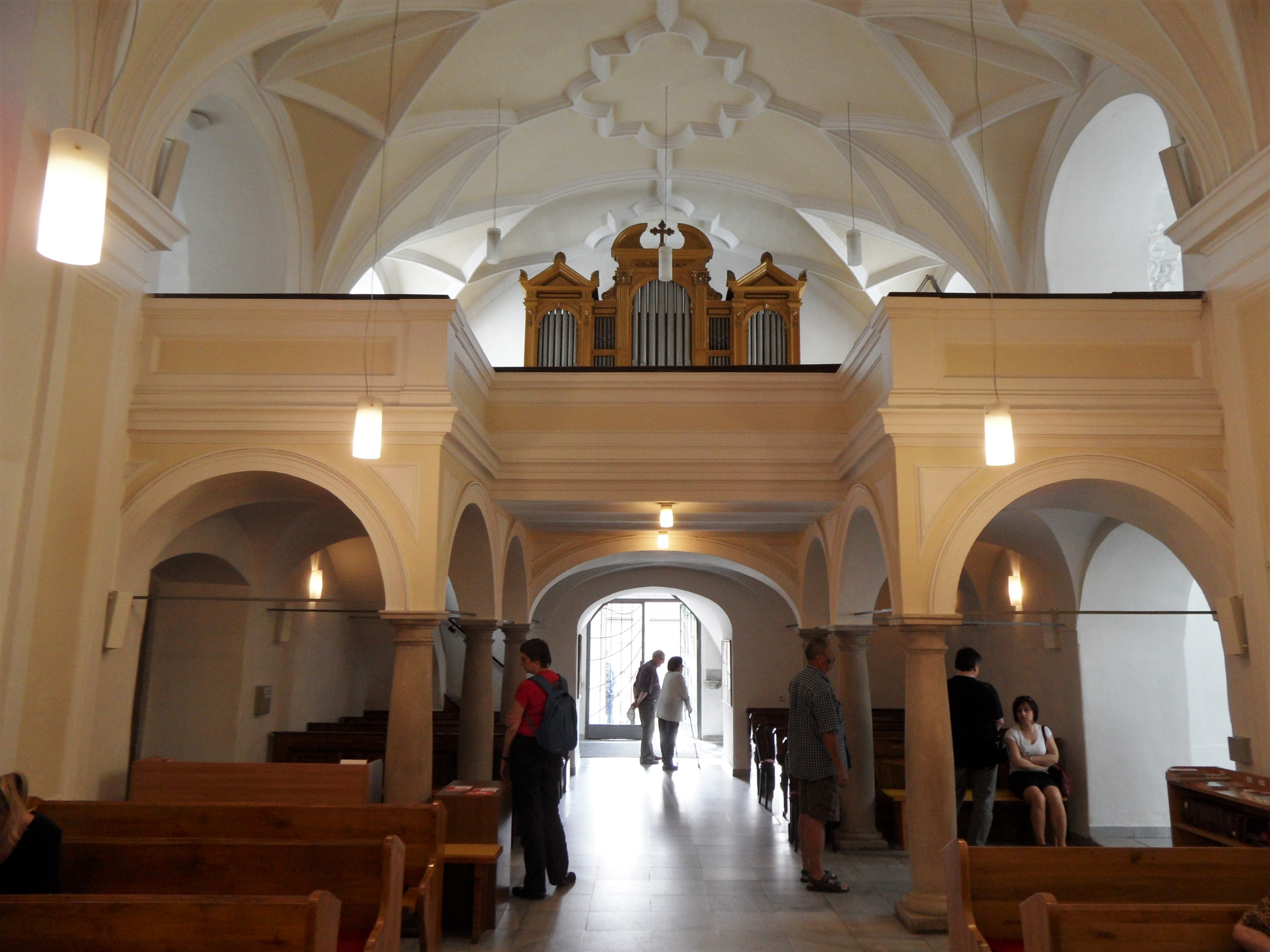
Tribuna s hudební kruchtou
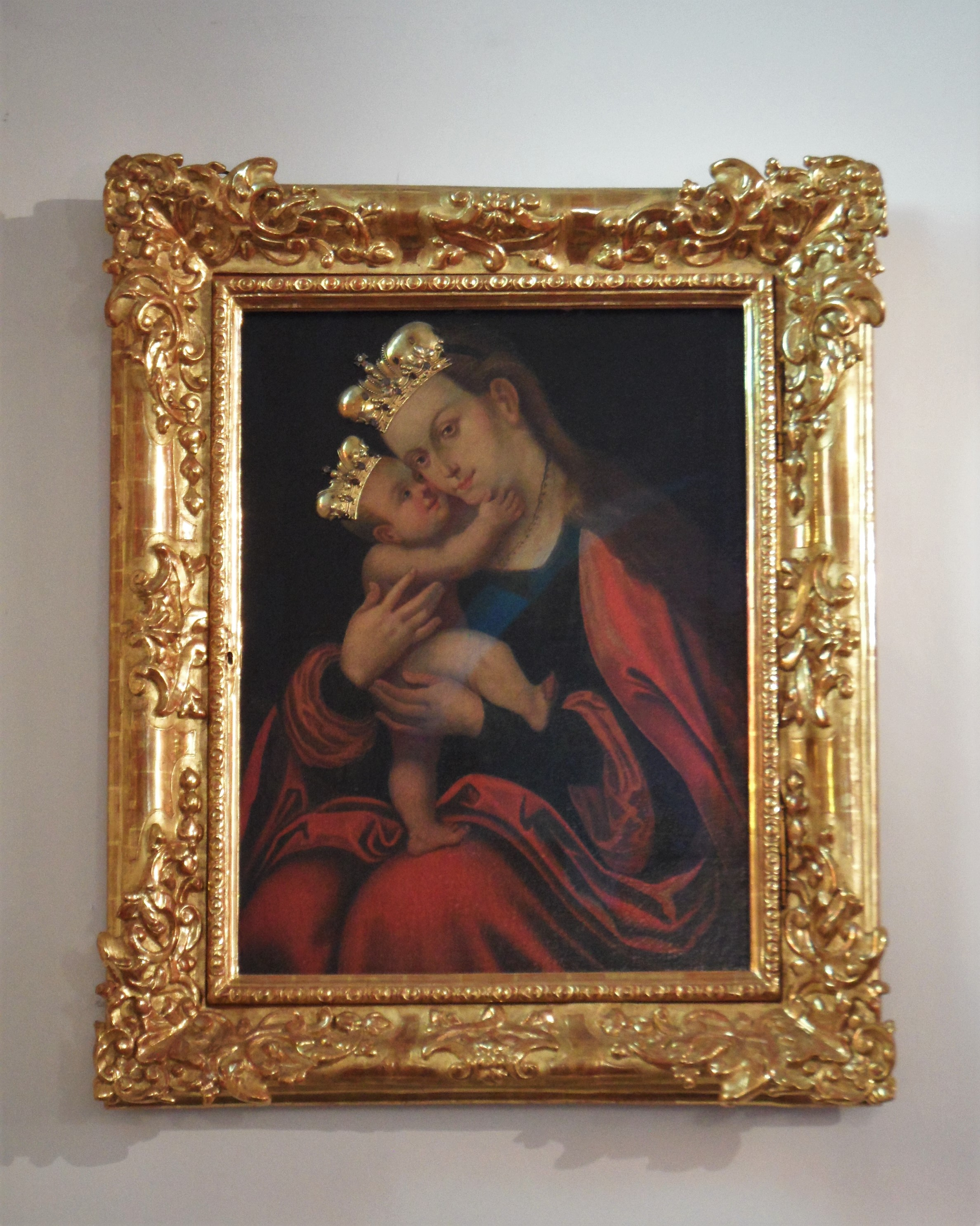
Milostný obraz Panny Marie Líšeňské
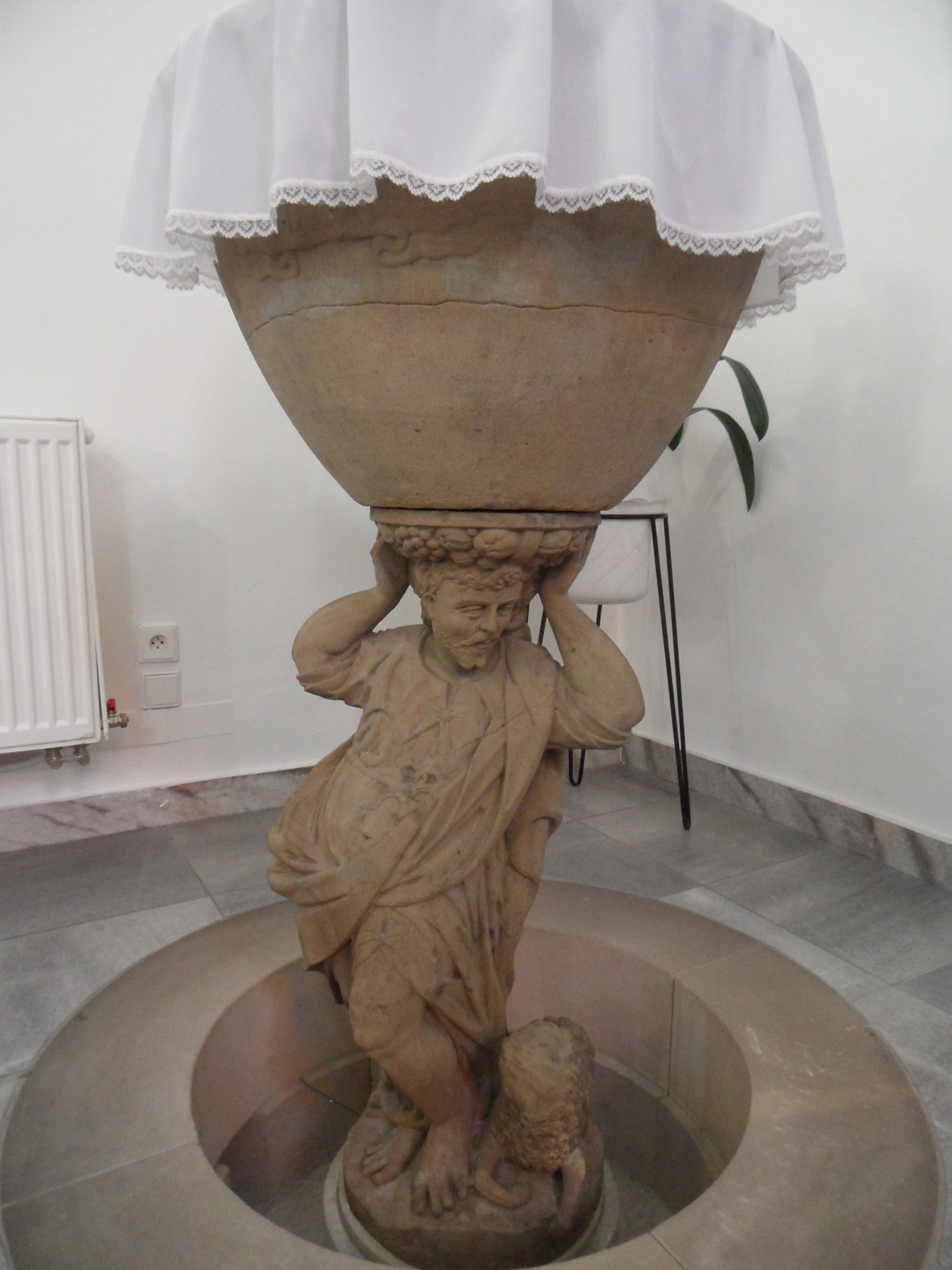
Renesanční křtitelnice z roku 1614
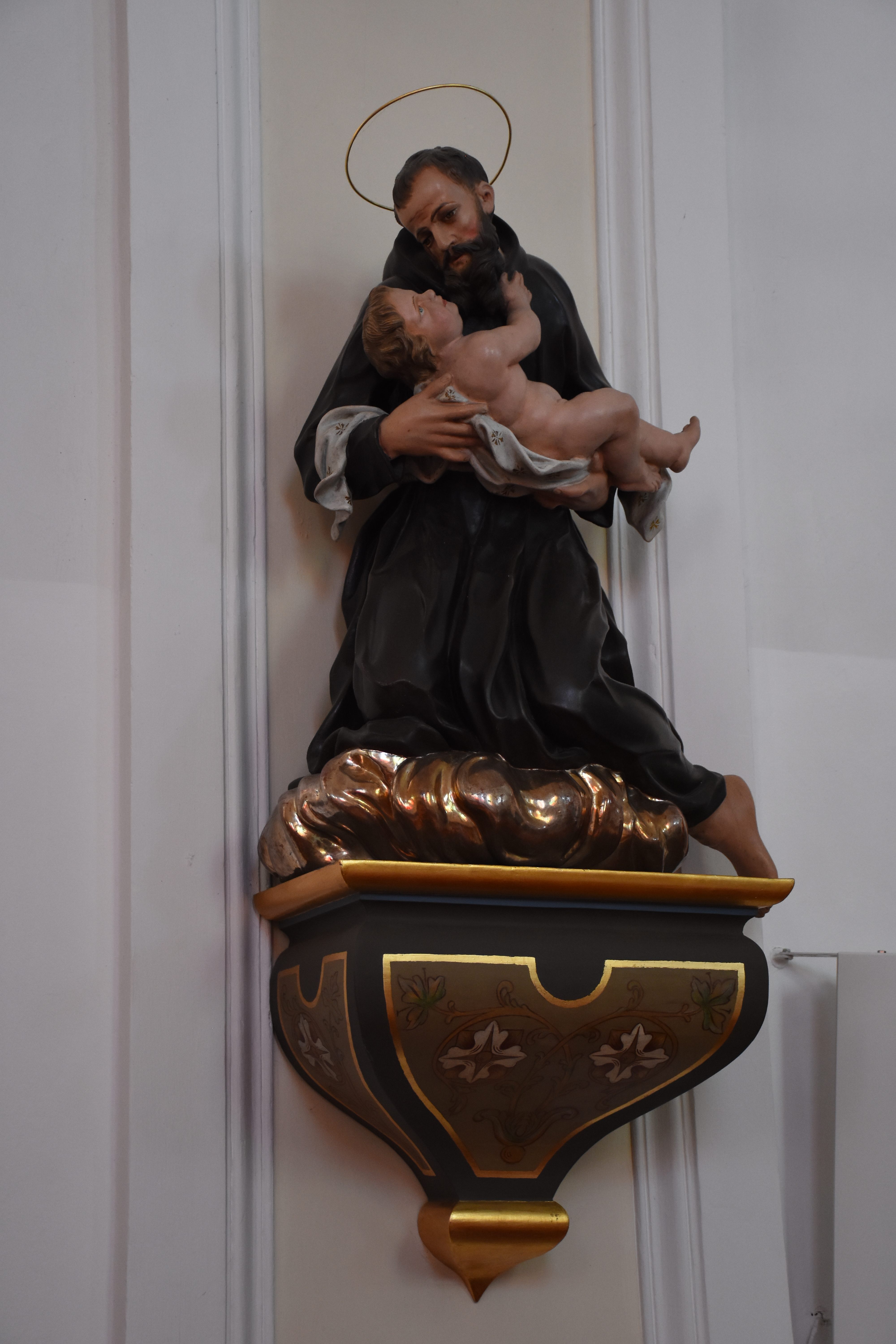
Socha sv. Antonína Paduánského s Ježíškem
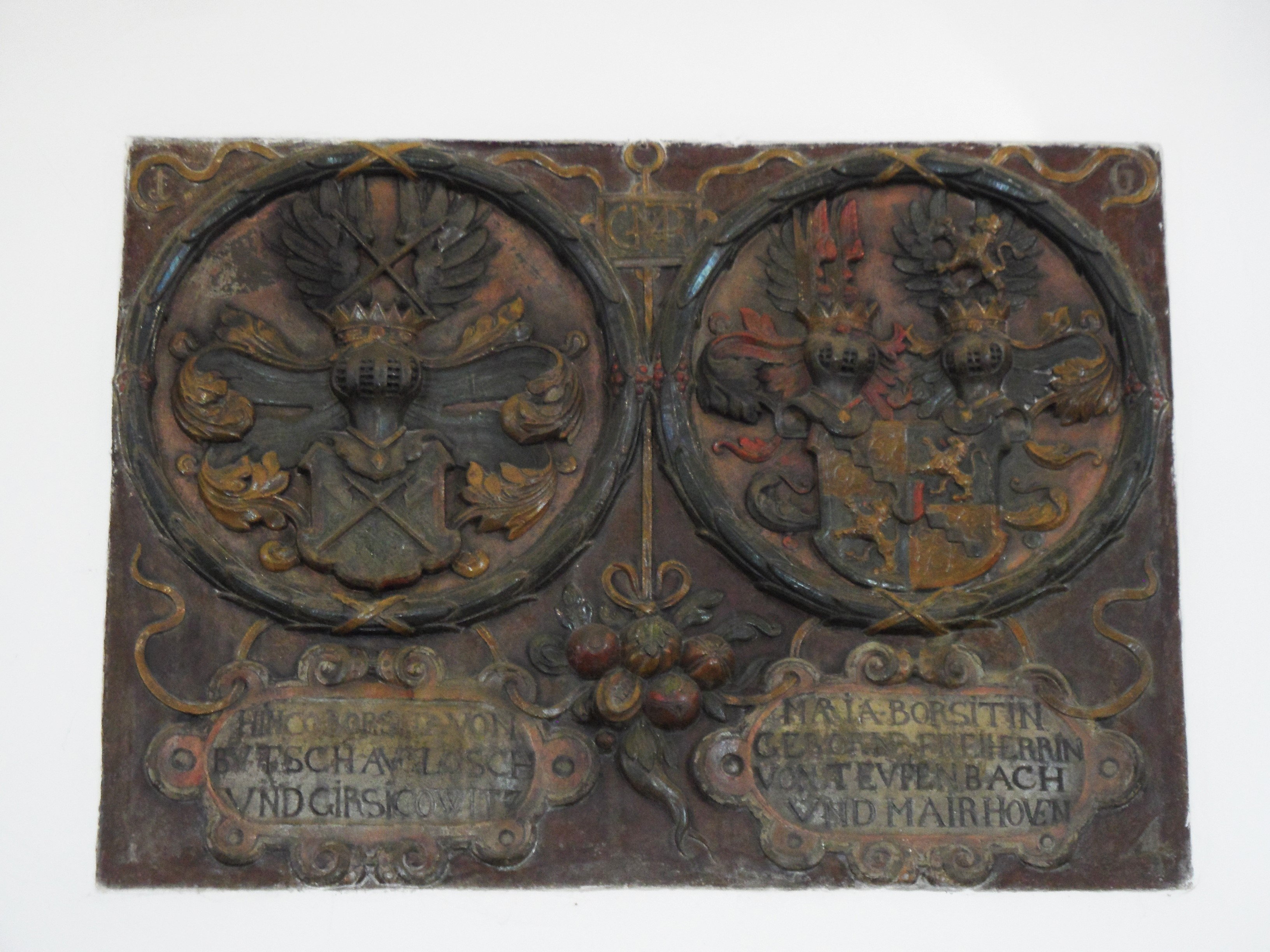
Erbovní deska Hynka Bořity z Budče a Marie Teufenbachové